# Silke Kraushaarová
Silke Kraushaarová-Pielachová (* 10. října 1970, Sonneberg) je bývalá německá sáňkařka.
Na olympijských hrách v Naganu roku 1998 vyhrála závod jednotlivkyň. Ve stejném závodě skončila na hrách Turíně roku 2006 druhá a na hrách v Salt Lake City roku 2002 třetí. Má na svém kontě rovněž čtyři tituly mistryně světa, přičemž jeden z nich je individuální (2004). Je rovněž trojnásobnou mistryní Evropy v závodě jednotlivkyň (1998, 2004, 2006). Pětkrát se stala celkovou vítězkou světového poháru (1998–99, 2000–01, 2001–02, 2005–06, 2006–07). Byla svěřenkyní trenéra Bernharda Glasse.